# 摩托头
摩托頭（英語：Motörhead，又譯為火車頭）是英國搖滾／重金屬樂團，由貝斯手、主唱兼詞曲作者伊恩"萊米"凱爾密斯特（藝名：萊米）於1975年6月成立，他是唯一沒變動過的成員。陣容大多是強力三重奏，即只有吉他手、貝斯手和鼓手的三人組合。樂團是刺激英國重金屬新浪潮誕生的典範之一，也參與了1970年末到1980年代初的重金屬音樂復興運動。
摩托頭總共發行了22張錄音室專輯、13張現場專輯、13張合輯、10張影像作品和4張迷你專輯。1980年代早期，他們的單曲多次進入英國單曲排行榜前40名內。專輯《殺過頭》、《轟炸機》、《黑桃A》，特別是《到漢默史密斯都沒睡》，使摩托頭成為頂尖樂團。他們名列VH1頻道的百大硬搖滾樂團排行第26名。截至2016年，摩托頭已在全球銷售超過1500萬張唱片。
摩托頭通常被歸類重金屬樂團，他們演變自1970年代中期的龐克音樂時代，融合重金屬音樂和龐克搖滾，對速度金屬和鞭擊金屬的發展具有影響力。但提及這類問題時，萊米曾明確表示自己玩的是搖滾樂。
他們的歌詞通常涵蓋戰爭、善與惡、權力濫用、濫交、濫用藥物，以及最為知名的：賭博。野豬獠牙、鏈條和角釘組合成的樂團標誌，是1977年美國插畫藝術家喬·佩塔紐為摩托頭的專輯封面所創作的，該標誌的變體在後來的專輯封面常常出現。
2015年底，萊米逝世，享壽70歲。在永遠失去樂團的靈魂人物後，鼓手米基·迪和吉他手菲爾·坎貝爾都證實摩托頭活動結束，樂團解散。

## 歷史

### 創立初期，《摩托頭》（1975 - 1977年）

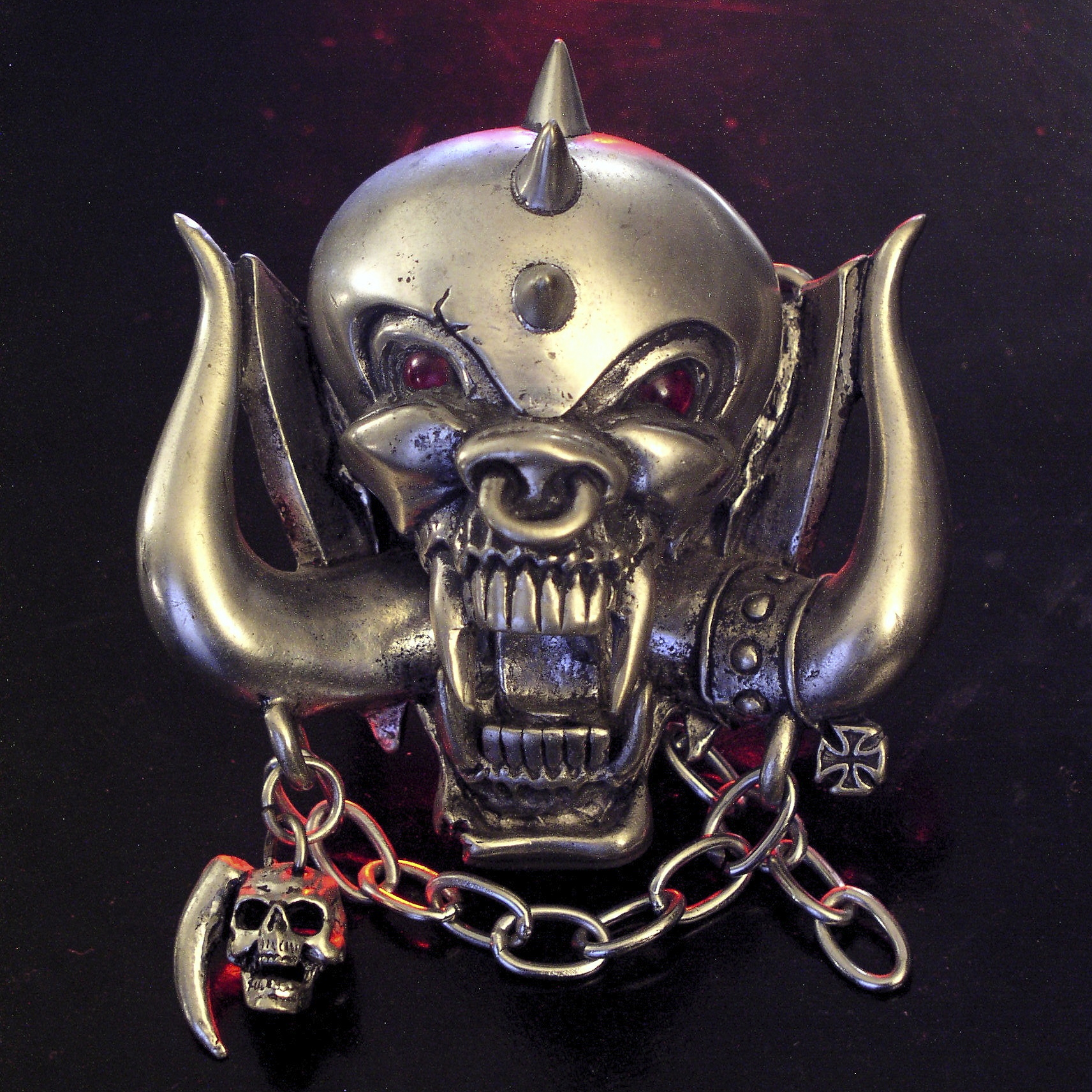
Motörhead的吉祥物「戰豬 (吉祥物)」，1977年美國插畫家喬·佩塔紐與萊米在倫敦一家酒吧商量出來的，總共有20張專輯的封面都是牠。

1972年，曾擔任吉米·亨德里克斯體驗樂隊技師的萊米，受邀擔任太空搖滾樂團鷹族雄風的貝斯手。1975年5月，萊米在巡迴期間持有毒品被逮捕。鷹族雄風因他「嗑的不是樂團規定的那種藥」而將他開除。他也說當時自己「嗑錯藥了」。
6月，萊米成立了新樂團 - 混蛋，他想做的音樂是「快速又兇狠」，就像MC5一樣。他設定的目標是：「專注於最基本的音樂：響亮、刺耳、盛氣凌人、偏執、異常快速的都市搖滾樂」。萊米招募了吉他手拉里·沃利斯和鼓手盧卡斯·福克斯。他們在練習之餘，經常參加小型演出，並為格林斯萊德和藍牡蠣的演出暖場過。經過幾次地下演出後，有音樂人建議他換個團名，混蛋這名字將來難登大雅之堂，萊米便想到他為鷹族雄風寫的最後一首歌，將樂團改稱摩托頭。
樂團透過萊米以前在鷹族雄風認識的朋友，在聯藝電影公司錄製專輯。期間，鼓手盧卡斯·福克斯因靠不住而替換成萊米的舊識菲爾·泰勒。但最後唱片公司認為專輯沒有商業潛力，拒絕發行。直到三年後摩托頭成名才發行。1976年3月，決定轉為雙吉他編制，樂團錄用了埃迪·克拉克，但拉里·沃利斯立即退出，樂團還是只有一個吉他手。陣容固定為主唱兼貝斯手萊米／吉他手克拉克／鼓手泰勒，現今這三人被視為是摩托頭最經典的陣容。
12月，樂團錄製了單曲〈離開這裡〉，但受到聯藝電影的干預而沒有發行，也放棄了他們。樂團初期的評價一直很差，他們在《新音樂快遞》「世上最糟糕的樂團」票選中拿到第1名。1977年4月，因樂團沒有起色，也一直得不到認可，泰勒和克拉克打算退出。和萊米經過討論後，兩人同意在倫敦的跑馬燈俱樂部演出最後一場。那次演出，萊米認識了奇司威克唱片的泰德·卡羅爾。演出之後，泰德在後台表達了興趣，提供樂團到逃離錄音室錄製單曲。他們把握這次難得機會，帶上啤酒，一個晚上就錄製了11首歌。留下深刻印象的泰德，決定再多給他們幾天時間。幾天後，樂團到奧林匹克錄音室錄製了13首曲子。奇司威克唱片在6月10日發行樂團的第一支同名單曲〈摩托頭〉，8月21日發行首張專輯《摩托頭》，它登上英國專輯排行榜第43名。樂團也和鷹族雄風、伯爵主教一起進行了英國巡演。
8月，美國經紀人東尼·賽昆達開始和樂團合作。

### 取得成功，《殺過頭》、《轟炸機》（1978 - 1979年）
1978年3月，樂團的凝聚力因經紀人而變得非常不穩定。7月，經紀人換成道格拉斯·史密斯，他替樂團找到了新東家青銅唱片。9月30日，發行翻唱單曲〈路易路易〉，登上英國單曲排行榜第68名。他們上了BBC廣播一台和BBC電視台演唱此曲，青銅唱片也重新發行了專輯《摩托頭》。
該單曲的成功讓青銅唱片延長了合約。1978年12月，樂團到圓屋劇場與製作人吉米·米勒開始錄製下一張專輯，鼓手泰勒也開始使用雙大鼓。1979年3月24日，發行第二張專輯《殺過頭》，它獲得意想不到的成功，登上專輯榜第24名、單曲榜第39名，這代表樂團的重大飛躍。同時，摩托頭展開了英國巡迴演出。6月30日，發行單曲〈沒水準〉，登上單曲榜第61名，它成為樂團的代表作之一。
7到8月間，除錄製新專輯外，也登上了雷丁里茲音樂節主舞台演出。10月27日，發行第三張專輯《轟炸機》，登上專輯榜第12名。12月1日，發行單曲〈轟炸機〉，登上單曲榜第34名。12月8日，老東家聯藝電影發行專輯《釋放》，這是摩托頭在1975年錄製、曾被公司拒絕發行並擱置的作品，登上專輯榜第65名。
1980年5月8日，樂團進行歐洲巡迴期間，發行了迷你專輯《黃金年代》，在專輯榜達到第8名。8月20日，樂團在諾丁漢皇家劇院和女性金屬樂團女子學院共演。

### 《黑桃A》、《鐵拳》（1980 - 1982年）

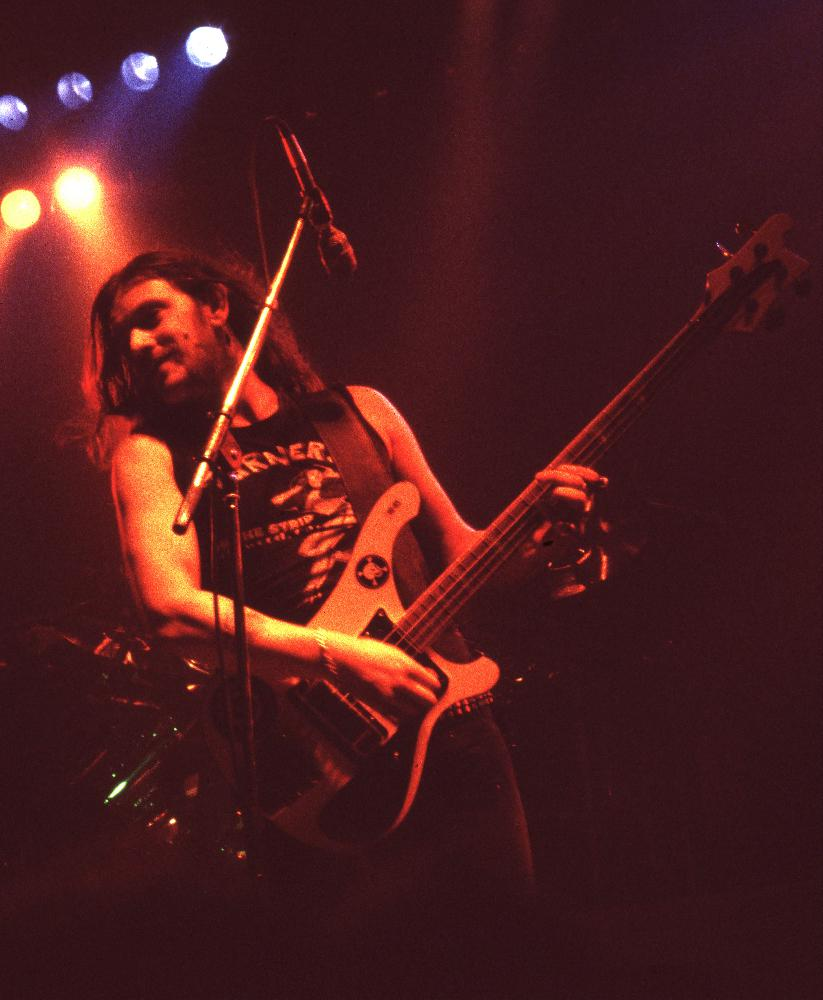
樂團的領導者萊米

1980年8到9月間，與製作人維克·麥爾在傑克森錄音室錄製新曲。10月27日，發行單曲〈黑桃A〉，登上單曲榜第15名。11月8日，發行第四張專輯《黑桃A》，登上專輯榜第4名，獲金唱片認證。美國音樂資料庫AllMusic稱這張專輯是有顯著影響力的「硬搖滾經典」。雖然樂團自稱他們是搖滾樂，但他們的音樂對當時剛誕生的鞭擊金屬非常有影響力。
樂團登上BBC電視台與獨立電視台節目演出，也與女子學院和瓦迪斯一起巡演。〈黑桃A〉被公認是樂團的經典作品：「摩托頭不但攻佔了英國音樂排行榜，並證明了一點，所有樂團在不犧牲力量和速度的情況下，仍然有獲得成功的機會」。
1980年11月27日，發行EP《闖入地獄的酒鬼》，登上單曲榜第43名。1981年2月1日，和女子學院發行合作EP《情人節大屠殺》，登上單曲榜第5名。6月27日，發行第一張現場專輯《到漢默史密斯都沒睡》，奪下英國專輯排行榜冠軍，成為80年代中第一支登頂的金屬樂團。亞馬遜公司表示：「這是有史以來最棒的現場專輯之一，紀錄了摩托頭強力三人組高張力的現場氛圍」。作家喬·麥基弗稱：「這是萊米／克拉克／泰勒陣容職業生涯的巔峰」，摩托頭躋身為一線樂團，在國際樂壇上贏得高知名度。
1981年3月間，樂團完成歐洲巡演後，回到英國巡迴。4到7月，樂團與黑色安息日主唱奧茲·奧斯本展開首次北美巡演，為期40天。7月9日，再度登上BBC電視台演出。10月6日，在BBC的麥達維爾攝影棚演出。11月20日，開始歐洲巡演。
1982年1月，在衝撞錄音室和摩根錄音室開始新曲錄製。4月3日，發行單曲〈鐵拳〉，登單曲榜第29名。4月17日發行第五張專輯《鐵拳》，登上專輯榜第6名。5月14日，在北美巡迴紐約站演出後，吉他手克拉克離開了樂團。因為他認為《在你的男人旁》這張翻唱EP有損摩托頭的原則，拒絕在錄製時彈奏並辭去吉他手位置。

### 《又一個好日子》、《無悔》（1982 - 1985年）

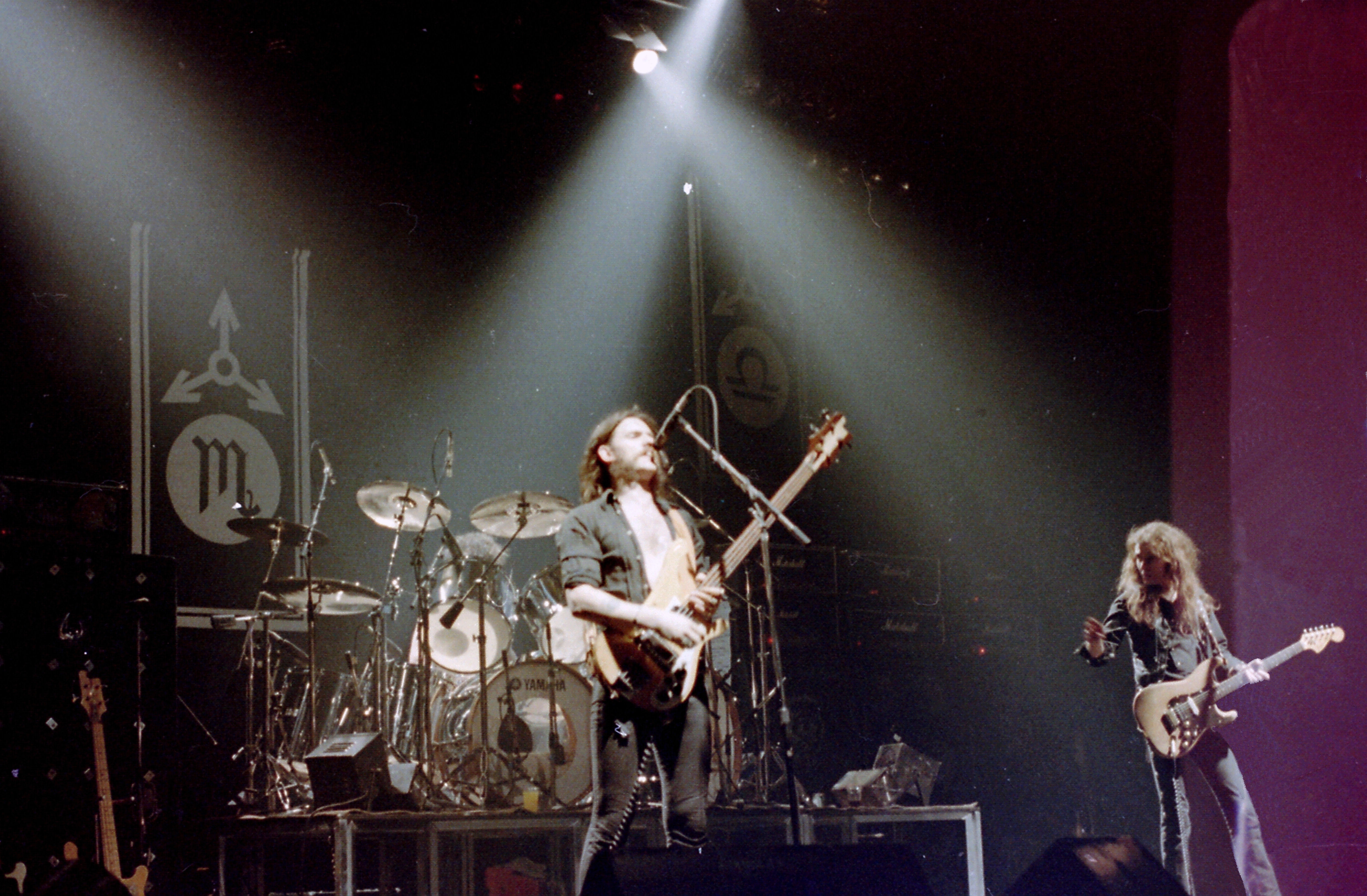
1982年的摩托頭

萊米和泰勒為了找尋新的吉他手，打了許多電話。5月21日，前來接替的是前瘦李奇吉他手布萊恩·羅伯遜，他同意幫忙完成巡演。他也參與了摩托頭第六張專輯《又一個好日子》中兩首曲子的創作。該專輯登上專輯榜第20名。
6至7月間，樂團展開第五次日本巡迴。10至11月間，展開歐洲與北美巡迴。吉他手布萊恩因抗拒演奏樂團的經典歌曲、在舞台上穿著短褲和芭蕾舞鞋、演奏風格沒有侵略性，開始與萊米產生摩擦。11月11日在柏林演出後，布萊恩離開樂團。1984年，鼓手泰勒也退出。
萊米開始在各地送來的錄音帶中尋找新的吉他手，他也想試試以前沒做過的雙吉他編制。1984年2月，摩托頭形成萊米和雙吉他手菲爾·坎貝爾、麥可·伯森，以及撒克遜前鼓手彼得·吉爾的新陣容。他們三人打電話給萊米，試奏給他看後，順利被錄用。
青銅唱片認為新陣容做不出好成績，決定做合輯比較沒風險。萊米得知此事後，爭取接手這項計畫，他選擇曲目並寫了很多筆記。5月，樂團在不列顛錄音室完成了新曲錄製。9月1日，發行單曲〈被死亡殺害〉，登單曲榜第51名。9月15日，收錄樂團新舊作品的合輯《無悔》發行，登專輯榜第14名。
接下來的兩年中，摩托頭與青銅唱片陷入複雜的官司中，樂團認為專輯並沒有被確實推廣，且公司禁止他們進錄音室。樂團再次展開巡迴，7至8月間紐澳、9月至匈牙利、10月英國、11至12月北美、德國。1985年4月5日，獨立電視台播出他們以前的錄影。一星期後，樂團穿上燕尾服在第四台演出。6月底為慶祝樂團成立十周年，在漢默史密斯阿波羅劇院演出兩場，並發行為影像作品《生日派對》。6至8月間，至瑞典和挪威巡演，11至12月至美國巡演。

### 《性高潮》、《搖滾》（1986 - 1989年）
1986年3至4月間，樂團至德國、荷蘭、丹麥和義大利巡演。與青銅唱片的訴訟官司也結束，青銅唱片破產出售。樂團經紀人道格拉斯·史密斯買下摩托頭的版權，並建議樂團成立自己的唱片公司GWR唱片。隨後樂團在搖滾大師錄音室錄音。7月5日，發行單曲〈永遠聽不見〉，登單曲榜第67名。8月9日，發行第七張專輯《性高潮》，登上專輯榜第21名。同一天，接受BBC廣播一台採訪並現場演奏了兩首新曲。
8月16日，樂團參加搖滾怪獸音樂節。9月展開英國巡演，10月在美國、12月在德國。1987年，樂團為英國黑色喜劇電影《吃掉有錢人》創作歌曲，萊米也客串一角。經常不合群的吉爾被萊米開除，他也知道三年前離開的泰勒想回摩托頭，於是讓他接替鼓手。8月，發行第八張專輯《搖滾》，在專輯榜排名第34。
1988年7月2日，樂團至芬蘭參加搖滾巨人音樂節。10月15日，發行第三張現場專輯《不眠》，摩托頭與GWR唱片產生摩擦，因樂團選擇收錄〈叛徒〉，而公司主張收錄經典的〈黑桃A〉，導致樂團與公司分道揚鑣並對簿公堂，這次官司直到1990年中期才結束。1989年，樂團成立歌迷會「摩托甩頭客」。

### 《1916》、《前進或死亡》（1990 - 1992年）
隨著法院的案件解決，摩托頭與史詩唱片簽約，接下來半年都在洛杉磯錄音。12月24，發行單曲〈一同藍調〉，登單曲榜第45名。1991年2月26日，發行第九張專輯《1916》，在專輯榜排名第24。2至4月間展開英國巡演、歐洲巡演。6月至日本與紐澳。7至8月間與猶大祭司、埃利斯·庫珀、金屬聖堂與危險玩具一起在美國巡演。12月至德國巡演。
1992年3月28日，樂團在加州爾灣公演後，因鼓手泰勒始終表現不佳而離開。新專輯在音樂砂輪機錄音室和日落之聲錄音室錄製，鼓的部分由湯米·亞德里奇和米基·迪支援。奧茲·奧斯本也在其中一曲〈我不是壞人〉獻唱。錄製期間，碰上洛杉磯暴動，萊米回憶說：「我錄完人聲回休息室，正要坐下來，就看到窗外的街道都燒起來了，外頭整個就像諾曼第戰役。除了火在燒其他都是黑的，真是太他媽厲害了」。
因摩托頭曾和鑽石國王一起巡迴演出，所以萊米早就認識米基·迪了，他還曾多次問過米基加入的意願，但他為了自己說過的承諾而回絕了。1992年，萊米問起已離開鑽石國王的米基時，他便接受了邀請，取代泰勒成為正式鼓手。米基在錄製〈猛鬼〉和〈人間地獄〉之後，萊米便認為「表現的太好了，很明顯他立刻就上手」。8月14日，發行第十張專輯《前進或死亡》，登專輯榜第60名。8月30日，米基成為摩托頭鼓手後，在紐約薩拉托加藝術表演中心首次亮相。新陣容與奧茲·奧斯本、扭曲黃雀和出埃及展開巡迴。9月27日，在洛杉磯紀念體育場與金屬製品和槍與玫瑰演出。10月在阿根廷與巴西巡迴。12月則是在歐洲巡迴。

### 《混蛋》、《犧牲》、《一夜成名》（1993 - 1997年）
1993年4月，樂團在布宜諾斯艾利斯演出兩場。6至7月間，在歐洲巡迴。8月則在美國演出。接著製作人霍華德·本森合作，展開新專輯的工作。11月29日，發行第十一張專輯《混蛋》，其中的〈地獄再起〉作為喜劇電影《無腦》的配樂，萊米也客串了一角。12月在歐洲巡迴。
1994年2至5月間，在美國與黑色安息日和病態天使一起巡演。5月14日，在阿根廷何塞·阿馬爾菲塔尼體育場與雷蒙斯演出，吸引了約五萬人。5月底在日本、6至12月在歐洲巡迴。
1995年4月底，展開歐洲巡迴。6月，再度與黑色安息日一起巡演。之後樂團在洛杉磯的切諾基錄音室錄音。錄製結束後，吉他手麥可·伯森離開。樂團恢復為強力三人組編制，直到2015年成員都沒有變動過。7月11日，發行第十二張專輯《犧牲》，其中收錄曲〈犧牲〉作為電影《蠢密歐與茱麗葉》的配樂，萊米也在片中擔任旁白。10至11月間，在歐洲及南美洲巡演。12月24日，萊米與金屬製品在洛杉磯威士忌搖擺舞酒吧舉行「萊米的50歲生日派對」演唱會。
1996年1至2月間，進行全美巡演，吉他手的兒子陶德·坎貝爾加入三曲演奏。6至7月歐洲、8月南美洲巡演、10至11月間在美國巡演，期間也到海洋錄音室和音軌屋錄音室進行錄製工作。10月15日，發行第十三張專輯《一夜成名》。之後在德國結束了96年度的巡演。
1997年1至3月間，展開歐洲巡演。5至6月間在日本與美國巡演、8月在歐洲、10月在英國與俄羅斯，萊米的兒子保羅·因德爾上台加入了〈黑桃A〉演奏。

### 《蛇吻之愛》、《我們是摩托頭》、《錘擊》（1998 - 2003年）
1998年3月10日，發行第十四張專輯《蛇吻之愛》。4月3日，與猶大祭司在洛杉磯環球劇場同台，之後便展開巡演。5月21日，在德國漢堡的演出被收錄於第七張現場專輯《催到最大聲》。7至8月間，樂團加入奧茲音樂節音樂節的橫跨美國巡迴。10至11月間，在歐洲巡演。
1999年4至6月間，在美國展開巡迴。之後到德國布拉克爾錄製下一張新作品，期間也在歐洲各地巡演。在義大利阿薩戈的演出中，金屬製品的主唱詹姆斯·海特菲爾德上台客串了一曲〈殺過頭〉。10至11月間，至美國巡演。12月與迪歐、戰士幫和獅子大開口在歐洲巡演。
2000年5月16日，發行第十五張專輯《我們是摩托頭》，其中收錄翻唱自性手槍的〈天佑女皇〉。5至6月間，在全美洲巡演。7月至歐洲巡演。在法國的演出結束後，8月26日發行精選輯《最佳精選》。10月，至日本舉行樂團的25週年演唱會。10月22日，在倫敦布里斯頓學院演出，特別嘉賓包括前吉他手克拉克、皇后樂隊的吉他手布萊恩·梅、多柔、惠特菲爾德起重機，以及萊米和坎貝爾的兒子都上台演出。隨後一直到12月，都在歐洲巡演。由於東歐的演出行程相當緊奏，旅程發生延誤，華沙的歌迷等到天亮才盼到樂團抵達。休息一個月後，樂團到好萊塢山錄製下一張新作品。
2001年4月1日，在休士頓太空巨蛋體育場舉行的「摔角狂熱 X-11」上，樂團為世界摔角娛樂明星Triple H的登台助陣，現場演奏了〈遊戲〉。5月，開始在愛爾蘭與英國巡演。6至8月間，在歐洲參加一些搖滾音樂節，如比利時的草根金屬節、挪威的夸脫音樂節和德國的瓦肯音樂節。9至10月間，到美國巡演。11月13日，發行影像作品《25年了還活著》，記錄了樂團在倫敦的25週年演出。
2002年4月9日，發行第十六張專輯《錘擊》，並展開為期一個月的美國巡演。4月23日，發行影像作品《摩托頭最佳精選》，記錄了樂團在1980年至1984年的現場演出。6至8月間，在歐洲巡演。10月，在英國與炭疽一起巡迴。而鷹族雄風在倫敦與萊米表演了〈銀色機器〉。11月，與炭疽一起進行歐洲巡迴。
2003年4至5月間，樂團繼續在美國進行《錘擊》的宣傳巡演。其中三場由於坎貝爾的母親逝世，美國吉他手陶德·漾支援了演出。5至7月間，參加多場歐洲音樂節，並與鐵娘子和迪歐巡迴了美國。10至12月間，在歐洲巡演。10月7日，發行精選套裝盒組《永遠的聾！》，收錄1975-2002年的專輯。12月9日，發行第八張現場專輯《布里斯頓學院現場》，收錄樂團在倫敦的25週年演出音源。

### 《地獄》、《死之吻》、《摩托化》（2004 - 2009年）

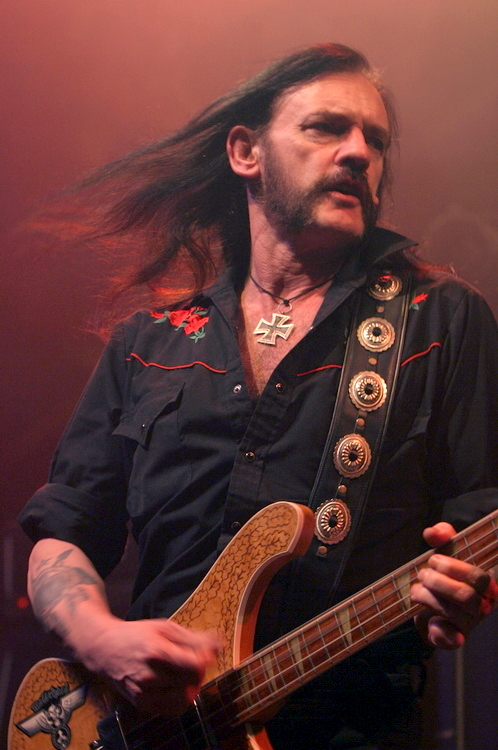
2005年的萊米

2004年2月22日，在倫敦皇家歌劇院舉行專場公演，之後進行新作品的錄製工作。5月參加南美洲的夏季音樂節，而6至8月在歐洲巡迴。6月22日，發行十七張專輯《地獄》。接著在愛爾蘭、英國、德國巡演，一直到12月。
2005年2月，在第47屆葛萊美獎中，摩托頭獲得「最佳金屬樂演奏獎」。3至5月間，在美國巡演。4月，在洛杉磯的史坦波中心「第21屆摔角狂熱」上，二度為三倍H開場演奏。6至8月間，在歐洲展開「30週年紀念之旅」。7月18日，發行紀念樂團滿30週年的影像作品《怯場》。8月22日，發行樂團紀錄片《摩托頭：快活不死》，紀錄並採訪了摩托頭的歷史和萊米的生活方式，同時在英國第四台上播出。
9月20日，發行第九張現場專輯《BBC廣播談話現場》，收錄1978至1986年在BBC廣播一台、1979年在巴黎劇院的音源。10至12月間，與蒙多發電機、女子學院、烈焰邪神和克魯小丑一起巡演。
2006年，與梅爾德倫在美國巡演。6至8月初在歐洲多個音樂節壓軸演出。10月在英美巡演。8月29日，發行第十八張專輯《死之吻》。11月底至12月初，在歐洲巡演。11月，樂團贊助了英國一支男童足球隊，萊米與球隊經理蓋瑞·威特是老朋友，他們提供了印有樂團標誌和吉祥物戰豬圖案的球衣，該球隊也用〈黑桃A〉作為主題曲。球隊經理對BBC新聞表示：「這可以把對手嚇得屁滾尿流」。
2007年4月25日，在委內瑞拉演出。4月29日在巴西里約熱內盧演出。6月，在倫敦的皇家節日大廳演出。
2008年2月26日，再發行《到漢默史密斯都沒睡》的雙碟版本。3至6月間，在洛杉磯與製作人卡麥隆·韋伯展開新作品的錄製。8月26日，第十九張專輯《摩托化》，登上美國告示牌第82名。當中的曲子〈搖滾〉成為世界摔角娛樂的「不可原諒」官方主題曲。
6月，登上下載音樂節主舞台。8月，與猶大祭司、聖約、天堂與地獄加入「金屬大師巡迴之旅」。9月，在美國巡演。9月30日，路透社報導稱，永生工作室已經與萊米和摩托頭簽署了一項授權協議，在線上遊戲《安特羅皮亞世界》中加入樂團的虛擬角色。今年一樣以歐洲巡演作為結尾。
2009年1月，開始新專輯的錄製。3月6日，樂團第一次到中東地區公演，登上杜拜的杜拜沙漠搖滾音樂節。4月1日，樂團贊助英國林肯郡轟炸機少女輪滑隊。9月，槍與玫瑰的鼓手馬特·索朗姆加入巡演。
11月，樂團與英國重金屬新浪潮中的甜蜜殺氣，以及龐克搖滾樂團詛咒一起巡演，詛咒的吉他手在他們的樂團官網上說：「哈哈..這是真的嗎？我們正在跟萊米一起共事，太美妙了！他們是無話可說的硬底子，龐克和金屬因他們而結合，這種完美對立連西蒙·高維爾都會愛上，為此，我們都應該心存感激。這次巡演將是搖滾樂的徹夜狂歡，我詞窮了，這就是我要說的！」

### 《世界是你的》、《餘震》、《壞魔法》（2010 - 2015年）

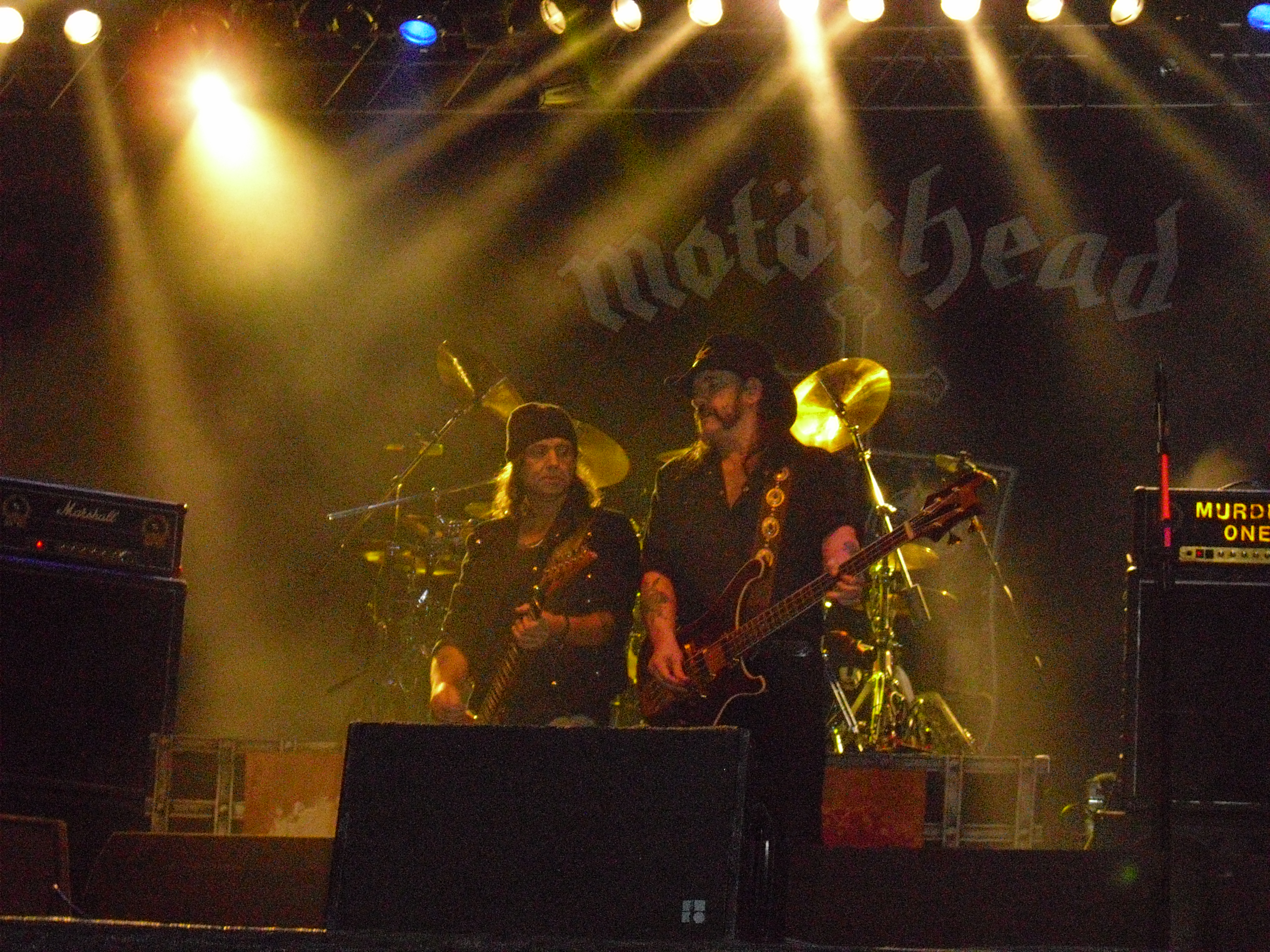
2010年的摩托頭

2010年10月，樂團為法國凱旋啤酒錄製了慢板的〈黑桃A〉，給廠商作為電視廣告曲。11月，樂團踏上了35週年的英國巡演。11至12月間，在歐洲與美國巡演。12月14日，發行第二十張專輯《世界是你的》，它是萊米獻給逝世不久的羅尼·詹姆斯·迪歐。
2011年3月2日，參加NBC節目「吉米法隆深夜秀」錄影。7月，參加音球音樂節。8月，參加捷克的殘酷突擊。11月22日，發行第十一張現場專輯《世界是我們的 - 第一輯：遍地開花》，收錄2010至2011年的世界巡迴演出音源。
2012年1月，與麥加帝斯、狂音和時空飛鷹一起展開美國與加拿大巡演。原定參加千兆巡迴演出，但因萊米患上呼吸道感染，造成嚴重的咽喉炎而無法登台。萊米在Facebook上說「我要給我的聲音好好休息一下」。4月，《經典搖滾》雜誌採訪萊米，他表示樂團正在計畫製作新專輯：「還沒開始寫歌，但我們會的。我們每兩年推出一張專輯，我會繼續這樣做，只要我能買得起擴大機」。6至8月間，參加了德國的搖滾公園音樂節、暴行音樂節和搖滾領域音樂節。
9月21日，發行第十二張現場專輯《世界是我們的 - 第二輯：隨時瘋狂》，收錄2011年音球音樂節、瓦肯音樂節與里約搖滾音樂節的演出音源。
2013年10月18日，發行第二十一張專輯《餘震》。該專輯獲得大部分好評，《新型噪音》雜誌給了5顆星高評價「對於大多數讀者，摩托頭的每個成員都老得足以當你的爸爸、甚至爺爺，他們都老了，老得像不能再寫出好音樂了。這種想法是錯的，我不知道他們是怎麼做到的，但這是20年來最棒的摩托頭專輯」。
11月中旬，樂團踏上歐洲巡迴之旅。原定在12月中旬結束，但因萊米的健康問題延長至2014年3月。6至8月間，在法國、瑞士、義大利、德國、俄羅斯和烏克蘭進行巡演。

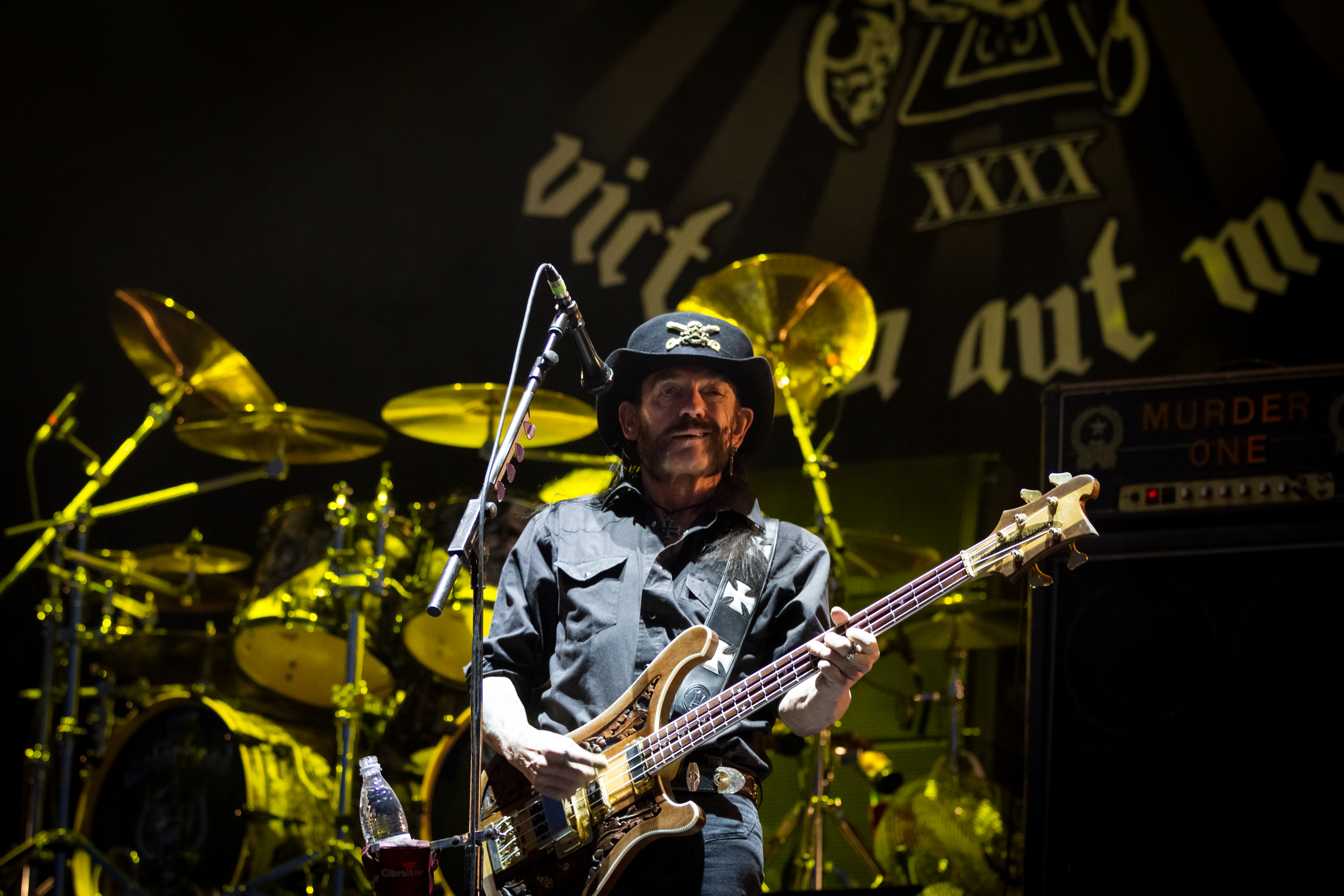
2015年的摩托頭

2015年2月，在洛杉磯與製作人卡麥隆·韋伯展開新作品錄製。6月，參加在索美塞特郡舉行的格拉斯頓伯里當代表演藝術節，是樂團最後一次在英國的演出。7月，參加日本富士搖滾音樂祭。8月28日，發行第二十二、也是最後一張專輯《壞魔法》。
8月27日，在宣傳新專輯的40週年巡迴之旅鹽湖城站中，由於萊米患高山症引發的呼吸問題而取消。隨後也取消了丹佛、奧斯丁、聖安東尼奧和休士頓的演出。
儘管因萊米的健康問題迫使樂團縮短或取消美國的幾場演出，9月底至10月間樂團又在快艇音樂節登台，完整演出了兩場。同節目的樂團有超級殺手、炭疽、出埃及、自殺傾向和全蝕。
11至12月間，在德國、瑞典、挪威和芬蘭繼續樂團的「40週年巡迴演出之旅」。12月11日在德國柏林，是他們的最後一場公開演出。萊米去世後，鼓手米基回憶道：
「他非常消瘦，他在舞台上耗掉了所有力氣，演出後他非常..非常累。這令人難以置信，他甚至可以彈奏、可以完成歐洲的巡演。在生命的最後20天前，這真令人難以置信」。
「40週年巡迴演出之旅」原定於2016年1月23日在家鄉英國展開，隨著萊米的去世而無法實現。

### 萊米的逝世和解散（2015年）
2015年12月13日樂團舉行慶功宴後，經紀人陶德·辛傑曼感覺萊米狀態不佳、語言能力怪異。之後便至醫院進行腦部掃描，確認是否是輕微中風。12月26日，醫生到萊米家中，告知他發現大腦和頸部有腫瘤，判斷還能活2至6個月，萊米反應平靜，他只說「哦，才兩個月，是吧？」。醫生計畫讓萊米在家中治療。他平時在彩虹酒吧愛玩的遊戲機台也被搬到了家中。
12月28日，在萊米慶祝70歲生日後第四天，他玩了幾個小時的遊戲，彩虹酒吧的老闆麥可·麥格利也來探視。當晚萊米在睡夢中、因攝護腺癌、心律不整和心臟衰竭去世。摩托頭當晚在官方網頁上宣布死訊。
「沒辦法一言以蔽之
我們威猛、高貴的朋友萊米，與極具侵略性的癌症短暫搏鬥後，在今天去世了
他在12月26日才知道自己罹癌，在彩虹酒吧附近的家中，他和家人玩著最愛的遊戲
無法表達我們的震驚和悲痛，沒有文字可以形容
未來我們會再多說一點
但現在...請將摩托頭、鷹族雄風的音樂大聲放出來，把萊米的音樂大聲放出來
然後小酌幾杯，向萊米致意，分享他的故事
紀念這個可愛、可敬、精彩的人，一起慶祝他鮮明的人生
他想要的就是這樣
伊恩 '萊米' 凱爾密斯特
1945–2015

生於失敗，活向勝利」
次日，鼓手米基·迪證實樂團解散：「摩托頭當然結束了，萊米就是摩托頭，但是樂團將在很多人的記憶中活下去。我們不會再做任何巡演，不會再有專輯。而火炬將會傳承，萊米活在每個人心中」。吉他手菲爾·坎貝爾也說：「摩托頭已走入歷史了」。
黑色安息日的主唱奧茲·奧斯本也發表了追悼文：「當我得知消息的時候，我能做的就是坐在那裡，回憶和他在一起的時光。他是個好人，對於我來說是一個不可多得的摯友，我到現在一直為他的死感到傷心。搖滾界的一位恆星隕落了，他在我心中就像神一般的存在著。當今音樂界裡像萊米這樣的性情中人真的是少之又少，他真的是個人物，活在屬於他自己的生活方式中：泡妞、嗑藥、一直不停的搖滾和開唱，這才是真正的萊米。他簡直就是一個完美的好友。我現在真的很想念他，我將永遠無法把他忘記。我不認為萊米會被眾人遺忘。我很遺憾就這樣失去了他，他是一個好夥伴，一個好人，是我的摯友！他真的是一個好人，只可惜英雄早逝。願上帝保佑你，我的摯友萊米。」

## 特色

### 音樂風格

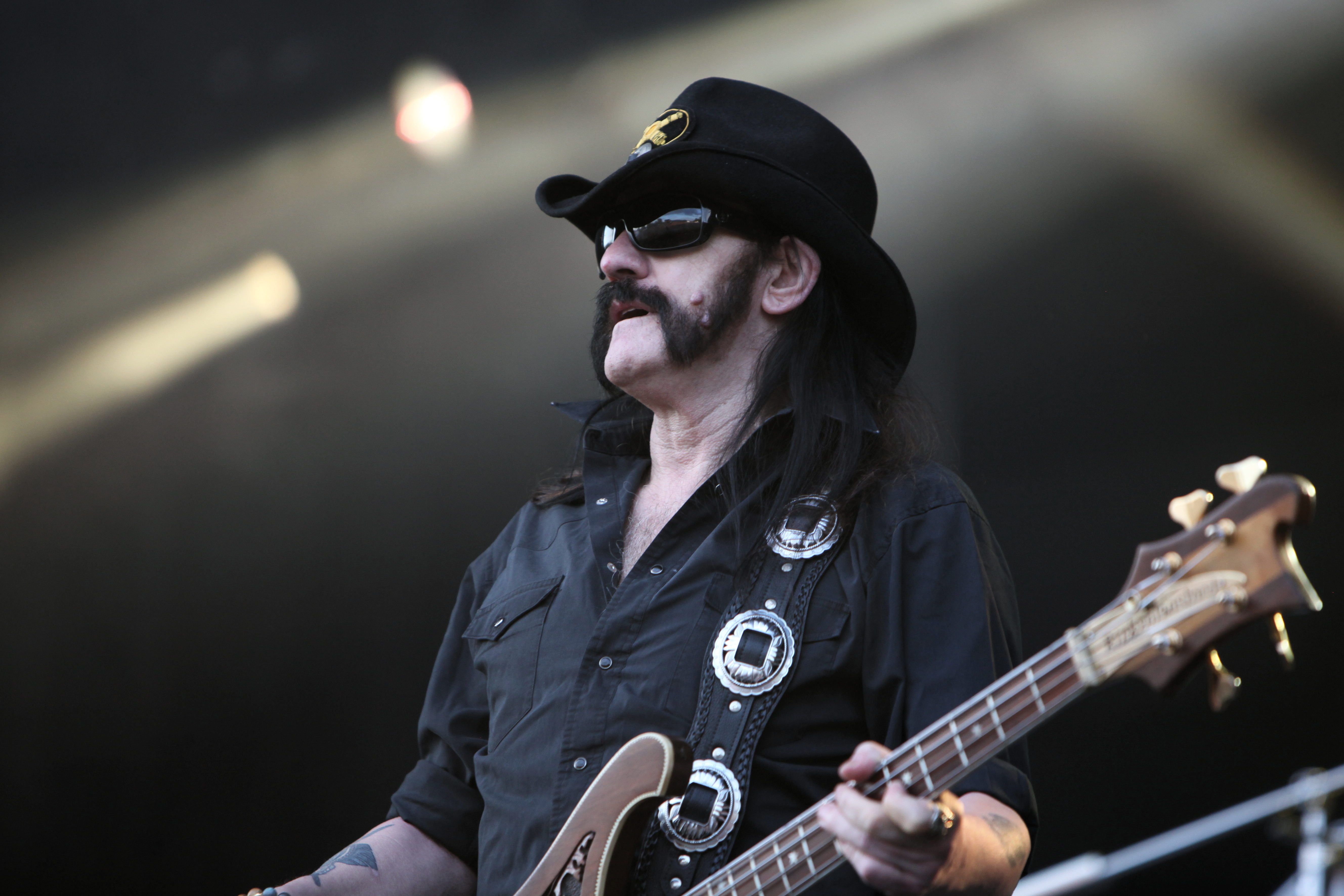
萊米的硬漢風格主導著摩托頭

摩托頭對重金屬音樂有重要的影響力，他們融合龐克搖滾的曲風，促使速度金屬和鞭擊金屬的發展。而主唱萊米沙啞的嗓音具有粗麻低沈、侵略性強的鮮明風格，被認為是當前金屬樂死腔的指標性起源。美國音樂資料庫AllMusic的資深編輯史蒂芬·托馬斯·艾爾維恩稱：「摩托頭壓倒性的重金屬音量和快速的風格，是70年代末最具開創性的音樂類型之一。摩托頭不是龐克搖滾，他們是第一個融合龐克和金屬的樂團，形成了特殊的音樂能量，並在過程中，他們導致了速度金屬和鞭擊金屬誕生」。
摩托頭通常被認為是重金屬樂團，但提及這類問題時，萊米曾明確表示自己玩的是搖滾樂，他始終只用簡單的「搖滾」來形容自己的樂團。2011年，他說：「我們不是重金屬，我們是一支搖滾樂團，現在仍然如此。不管我講幾次，大家還是說我們是重金屬，為什麼大家都不聽？」。滑結主唱科瑞·泰勒說：「萊米說的絕對沒錯。但是有很多跟我一樣喜歡聽龐克的孩子，是透過摩托頭愛上重金屬的。顯然，硬搖滾樂迷、搖滾樂迷、龐克樂迷、金屬樂迷...他們全部都被摩托頭擄獲了。我知道他們被稱為鞭擊金屬的宗師，在很多方面來說，這的確是事實」。2014年，萊米向《明鏡》周刊表示，他沒有特別喜歡重金屬。
萊米曾表示，比起重金屬樂團，他覺得自己更接近龐克搖滾。摩托頭在1991年的專輯中寫了一首歌〈R.A.M.O.N.E.S.〉送給美國龐克搖滾樂團雷蒙斯，其主唱喬伊·雷蒙便說：「這是最終的榮譽 — 就像約翰·藍儂寫了一首歌給你」。萊米指出，他們比較像詛咒與黑色安息日，和猶大祭司反而沒有共同之處。萊米也針對摩托頭啟發了速度金屬表達看法：「他們搞錯重點，他們認為只要速度快和大聲就對了，錯。速度對吉他手來說並不是最難的，不就彈音階而已。要去感受失真和獨奏，我是指，罕醉克斯是我見過最優秀的吉他手，他喜歡向其他人學習，像是巴迪·蓋伊、山姆·霍普金斯都啟發了他。你如果受到某個東西影響，你就得把它發揚光大才行」。
《新音樂快遞》雜誌表示，摩托頭的獨奏時間只夠你打開另一瓶啤酒。1977年《視聽感官》雜誌評論：「他們知道自己要像野獸一樣原始，他們不希望用其他方式玩音樂」。摩托頭的音樂風格在長達40年的時間中，都未曾有過大幅改變。前鼓手菲爾·泰勒表示：「這是一個深思熟慮的選擇，查克·貝里和小理察從來沒有徹底改變自己的風格，摩托頭就跟他們一樣，只玩自己喜歡的音樂，把它做到最好」。樂團偶爾會翻唱50至60年代的經典搖滾歌曲。他們的歌詞通常涵蓋戰爭、善與惡、權力濫用、濫交、濫用藥物，以及最為知名的：賭博。
奧茲·奧斯本則形容：「他們就像搖滾樂界的海盜一樣」。

### 形象
樂團形象具有鮮明的男子氣概，粗獷與原始是他們的特徵。尤其以主唱萊米的個人風格最為強烈。他鮮明的硬漢形象在許多影視作品中客串，包括《硬體》、《吃掉有錢人》、《年輕人》與《特羅馬警報》等等。一些遊戲也以他和樂團設計為角色。
美國音樂人戴夫·格羅爾表示：「雖然我們都在玩搖滾樂，但萊米本身就是搖滾樂。他是個造反者，他代表了非主流。不但是個人物、還代表了一種生活態度。他代表了摩托頭，他也是個傳奇，而我很榮幸可以稱他是我的朋友」。
音樂界盛傳著一句話來形容他的硬派形象：「如果有一顆核彈掉到地球上，最後活下來的只有蟑螂和萊米。」

## 成員

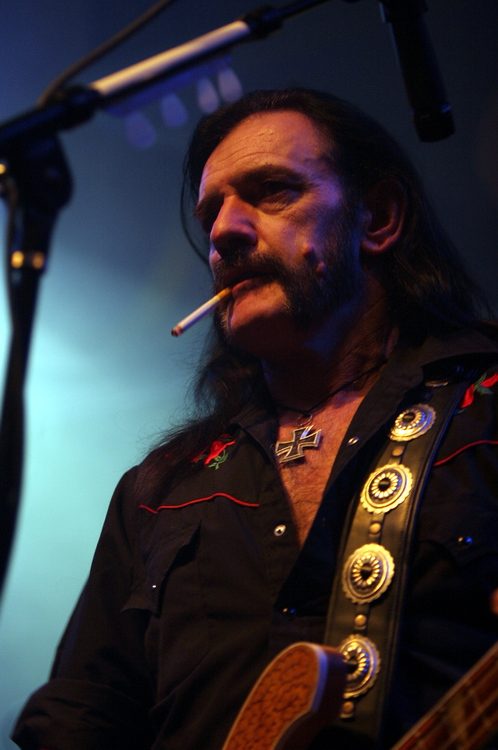
萊米
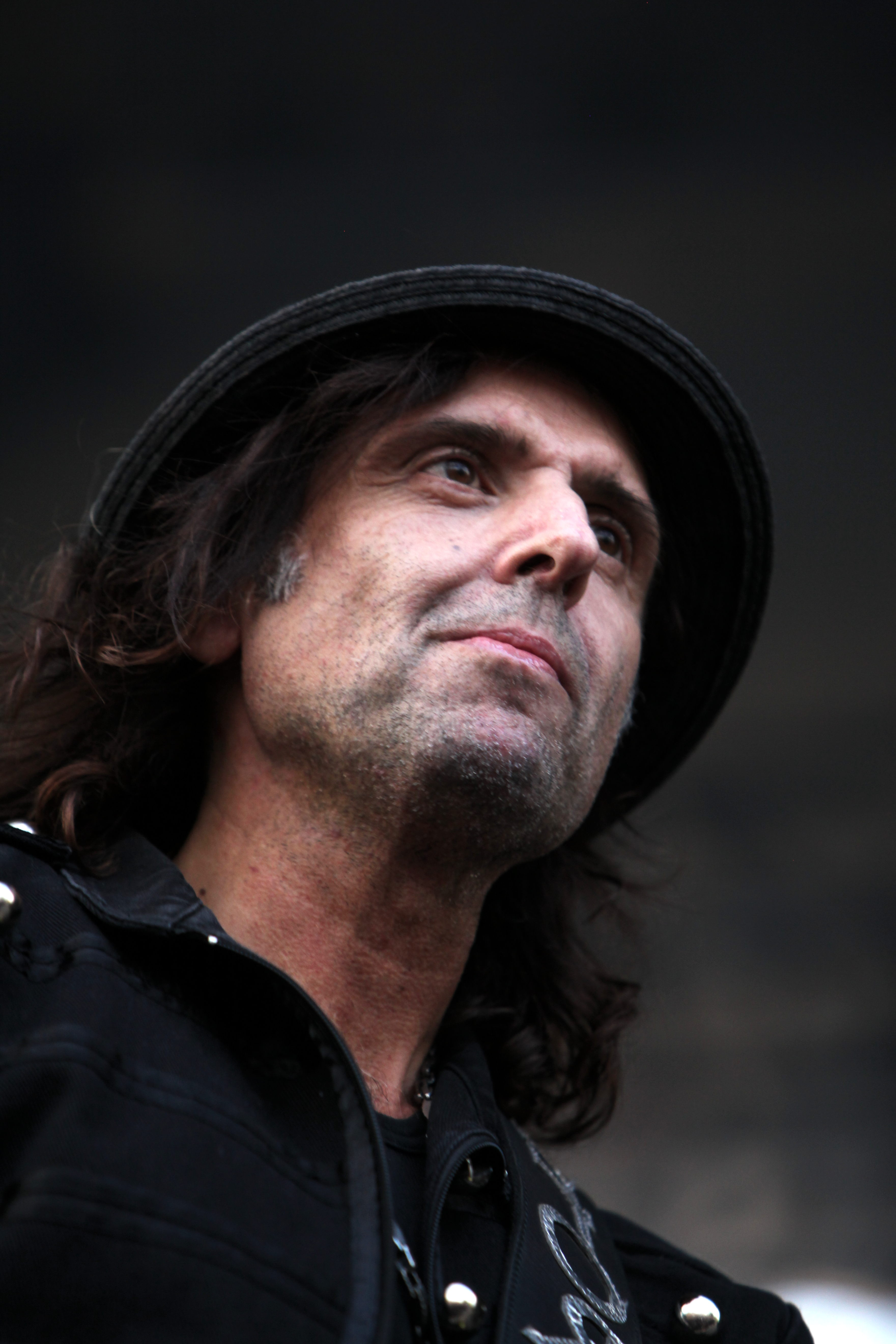
菲爾·坎貝爾
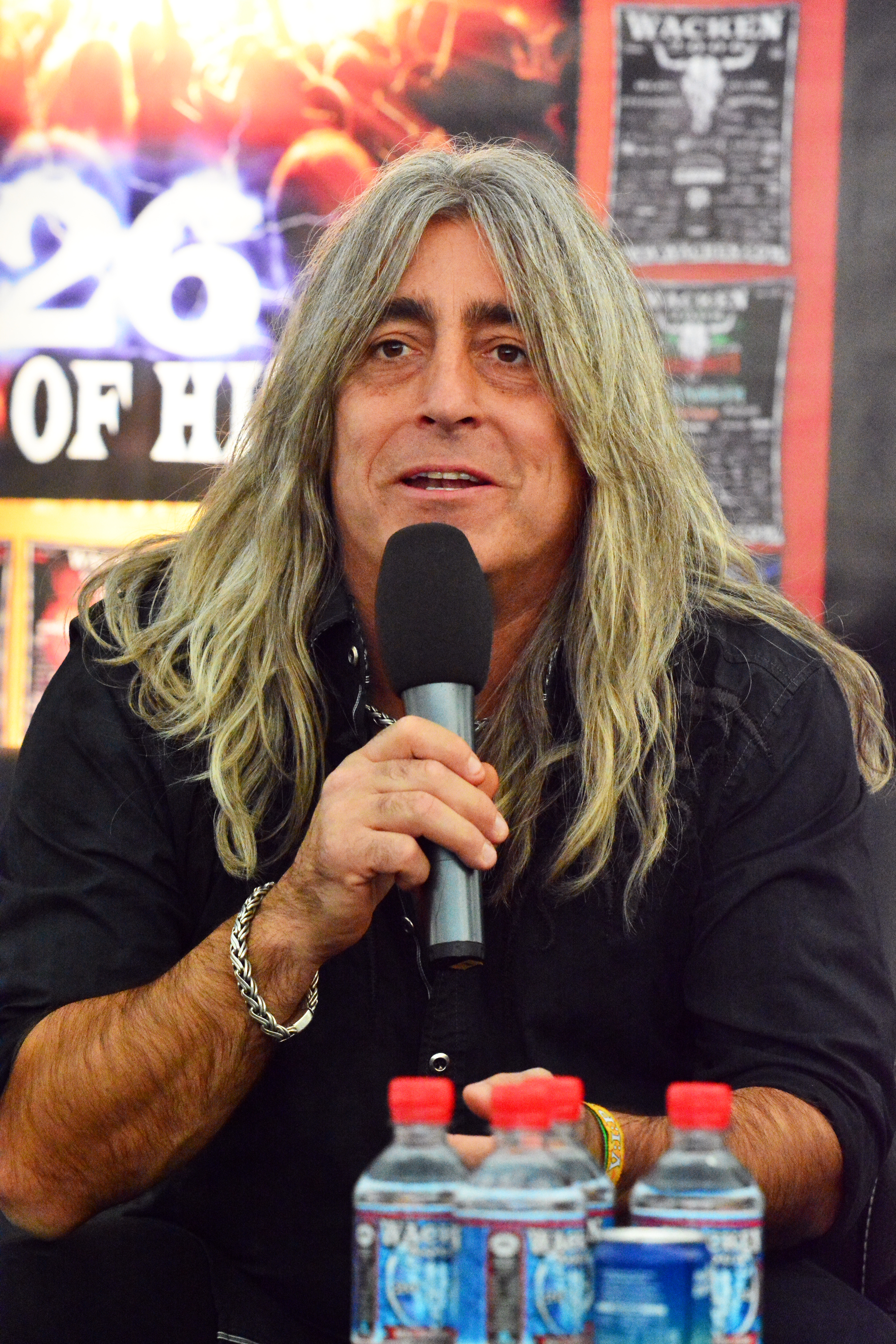
米基·迪

| - 伊恩 '萊米' 凱爾密斯特 – 主唱、貝斯手 - 菲爾·坎貝爾 – 吉他手（1984 - 2015年） - 米基·迪 – 鼓手（1992 - 2015年） - 拉里·沃利斯 – 吉他手、和聲（1975 - 1976年） - 盧卡斯·福克斯 – 鼓手（1975年） - 埃迪·克拉克 – 吉他手、和聲（1976 - 1982年） - 布萊恩·羅伯遜 – 吉他手（1982 - 1983年） - 菲爾·泰勒 – 鼓手（1975 - 1987年，1987 - 1992年） - 彼得·吉爾 – 鼓手（1984 - 1987年） - 麥可·伯森 – 吉他手（1984 - 1995年） | - 湯米·亞德里奇 – 鼓手（1992年） - 蓋瑞·鮑勒 – 鼓手（1992年） - 陶德·漾 – 吉他手（2003年） - 馬特·索朗姆 – 鼓手（2009年） |

## 作品列表
| - 摩托頭（1977年8月21日） - 殺過頭（1979年3月24日） - 轟炸機（1979年10月27日） - 黑桃A（1980年11月8日） - 鐵拳（1982年4月17日） - 又一個好日子（1983年6月4日） - 性高潮（1986年8月9日） - 搖滾（1987年9月5日） - 1916（1991年1月21日） - 前進或死亡（1992年8月14日） - 混蛋（1993年11月29日） - 犧牲（1995年7月11日） - 一夜成名（1996年10月15日） - 蛇吻之愛（1998年3月10日） - 我們是摩托頭（2000年5月16日） - 錘擊（2002年4月9日） - 地獄（2004年6月22日） - 死之吻（2006年8月29日） - 摩托化（2008年8月26日） - 世界是你的（2010年12月14日） - 餘震（2013年10月21日） - 壞魔法（2015年8月28日） | - 到漢默史密斯都沒睡（1981年6月27日） - 不用多說（1983年3月5日） - 不眠（1988年10月15日） - 1977伯明罕閃擊戰（1989年10月19日） - 看好你家閨女（1990年9月1日） - 1987布里克斯頓現場（1994年4月12日） - 催到最大聲（1999年3月9日） - 布里斯頓學院現場（2003年12月9日） - BBC廣播談話現場（2005年9月20日） - 摩托頭戰勝死亡：漢默史密斯現場（2007年7月16日） - 世界是我們的 - 第一輯：遍地開花（2011年11月22日） - 世界是我們的 - 第二輯：隨時瘋狂（2012年10月2日） - 揍扁你（2016年6月10日） |

| - 釋放（1979年12月8日） - 無悔（1984年9月15日） - 崩潰（1991年） - 所有王牌（1993年） - 摩托頭最佳精選（1993年7月6日） - 保護無辜者（1997年8月25日） - 永遠聽不見：摩托頭精選（2000年8月8日） - 最佳精選（2000年8月26日） - 太過分：稀世珍寶（2000年9月26日） - 哭喊：稀世珍寶（2002年5月7日） - 猛鬼：史詩唱片時期精選（2003年3月17日） - 永遠的聾！（2003年10月7日） - 摩托頭必聽精選（2007年2月12日） | - 黃金年代（1980年5月8日） - 闖入地獄的酒鬼（1980年11月22日） - 情人節大屠殺（1981年2月1日） - 1992年巡迴（1992年） |

### 影像作品
- 多倫多現場（英语：Live in Toronto）（1982年）
- 聾了卻不盲目（英语：Deaf Not Blind）（1984年）
- 生日派對（英语：The Birthday Party (video)）（1985年）
- 又一個好日子（1985年）
- 1916現場...催到最大聲（英语：1916 Live...Everything Louder than Everything Else）（1991年6月4日）
- 摩托頭精選（英语：The Best of Motörhead）（2002年4月23日）
- 25年了還活著（英语：25 & Alive Boneshaker）（2001年11月13日）
- 特別版迷你專輯（2002年）
- 經典專輯：黑桃A（英语：Classic Albums: Ace of Spades）（2005年6月27日）
- 怯場（英语：Stage Fright (Motörhead DVD)）（2005年7月18日）

## 外部連結
- 摩托頭官方網站 （页面存档备份，存于） （英文）